# Información celeste
Información Celeste es el séptimo disco de estudio de la cantante y autora argentina de rock Fabiana Cantilo, lanzado en 2002.

## Características
Tras cuatro años sin grabar, en el 2002, Cantilo ingresa a los estudios para grabar canciones propias y semiautobiográficas, con once temas con el ritmo que la caracteriza. Es producido por los "Bebe Mi Baba" (Cay Gutiérrez y Marcelo Capasso). El video de promoción es «Destino Marcado». El álbum obtuvo muy buena aceptación de la crítica y del público, y realizó una gira por todo el país durante dos años.

## Canciones
1. Bendita marca	(Fabiana Cantilo)
2. Mundo imaginario	 (Fabiana Cantilo)
3. Nunca digas nunca  (Fabiana Cantilo)
4. Duende	(Fabiana Cantilo)
5. Cuidado	(Fabiana Cantilo)
6. Celofán  (Fabiana Cantilo)
7. Destino marcado  (Fabiana Cantilo)
8. Choque de brujos	  (Fabiana Cantilo)
9. Maldita flor  (Fabiana Cantilo)
10. Velocidad cruel	  (Fabiana Cantilo)
11. Solo me tengo a mi  (Fabiana Cantilo)

## Videoclips
- Destino marcado

## Músicos
- Fabiana Cantilo: Guitarra acústica, voz
- Javier Miranda: Batería
- Dimitri Rodnoi: Chelo
- Marcelo Capasso: Guitarra eléctrica, bajo Sexto
- Gastón Furlong: Guitarra
- Cay Gutiérrez: Teclados, bandoneón, coros

## Premios
- Premio Carlos Gardel 2002: mejor disco del año